# Daniela Duarte
Daniela Duke Gracindo, mais conhecida como Daniela Duarte, (São Paulo, 1 de junho de 1975) é uma atriz brasileira.

## Biografia
Daniela nasceu numa família de atores: é filha de Débora Duarte com Gracindo Jr. e neta materna do ator Lima Duarte e neta paterna do ator Paulo Gracindo. Também é neta da atriz Marisa Sanches. É meia-irmã da atriz Paloma Duarte, que, por sua vez, é filha de Débora Duarte com o cantor Antônio Marcos. E também é meia-irmã dos atores Gabriel Gracindo e Pedro Gracindo.
Já atuou nas telenovelas A Escrava Isaura, na Record, onde interpretou Violeta, e Estrela de Fogo, onde interpretou Manuela. Também atuou no filme For All - O Trampolim da Vitória, onde deu vida a Jucilene.

## Carreira
| Ano  | Título           | Personagem                | Emissora |
| ---- | ---------------- | ------------------------- | -------- |
| 1997 | Zazá             | Vivi                      | Globo    |
| 1998 | Estrela de Fogo  | Manuela                   | Record   |
| 2004 | A Escrava Isaura | Violeta                   | Record   |
| 2005 | Essas Mulheres   | Princesa Isabel do Brasil | Record   |
| 2010 | Tempos Modernos  | Tertuliana (jovem)        | Globo    |

## Cinema
- 1997 - For All - O Trampolim da Vitória como Jucilene

## Seriado
- 1997 - Você Decide.... episódio Epidemia